# Sphaerilloides invisibilis
Sphaerilloides invisibilis är en kräftdjursart som beskrevs av Albert Vandel1977. Sphaerilloides invisibilis ingår i släktet Sphaerilloides och familjen Armadillidae. Inga underarter finns listade i Catalogue of Life.